# Chacarita Juniors
Club Atlético Chacarita Juniors – argentyński klub piłkarski z siedzibą w Buenos Aires. Obecnie klub występuje w drugiej lidze argentyńskiej – Primera B Nacional.

## Osiągnięcia
- Mistrz Argentyny (1): 1969 Metropolitano
- Mistrz drugiej ligi argentyńskiej (3): 1924 (Intermedia), 1941 (Segunda División), 1959 (Primera División B)

## Charakterystyka klubu
Klub zyskał sobie przydomek Funebreros ("grabarze"), gdyż boisko klubu znajduje się w pobliżu cmentarza La Chacarita Cemetery.
Odwiecznym rywalem Chacarity jest Club Atlético Atlanta.
Obecnie 41-tysięczny Stadion Chacarity leży w dzielnicy San Martin, rejon Villa Maipu! Obok Cementerio de la Chacarita, na Estadio Don Leon Kolbovsky (nazwa zmieniona w 2000 r.),  do 2005 r. mecze rozgrywał Club Atletico Atlanta. Miasto zamknęło jednak ten stadion ze względów bezpieczeństwa. W grudniu 2006 Atlanta otrzymała od miasta nowy teren.

## Historia
Klub założony został w roku 1906 na granicy między Villa Crespo i Chacarita. Na skutek problemów organizacyjnych doszło nawet do zawieszenia działalności klubu, ale na krótko i w 1919 klub w pełni wznowił swą działalność.
Klub awansował do pierwszej ligi jeszcze w czasach amatorskich w roku 1924, i kontynuował grę w najwyższej lidze także po wprowadzeniu w Argentynie zawodowstwa w roku 1931.
W roku 1940 klub spadł do drugiej ligi, ale tylko na rok. Wkrótce siedziba klubu została przeniesiona do San Martín, sąsiadującego z granicami administracyjnymi Buenos Aires.
Chacarita ponownie spadła do drugiej ligi w 1956, ale tylko po to, by zdobyć mistrzostwo tej ligi w 1959. Po 10 latach gry w pierwszej lidze Chacarita wreszcie w 1969  zdobyła mistrzostwo.
W następnych latach klub spisywał się z roku na rok coraz słabiej i w 1980 wylądował w czwartej lidze. W 1984 Chacarita wróciła do pierwszej ligi, jednak z powodu bandyckich wybryków jej kibiców została zawieszona na miesiąc, tracąc przez to 10 punktów. Nie udało się już tego odrobić i klub spadł do drugiej ligi.
Przez większość czasu klub przemieszczał się pomiędzy pierwszą a drugą ligą, aż do roku 1999. Klubowi tym razem udało się utrzymać w najwyższej lidze przez pięć lat, by po turnieju Clausura 2004 ponownie spaść do drugiej ligi, gdzie gra do dziś.